# هيرمان غاسنر
هيرمان غاسنر (بالألمانية: Hermann Gassner junior) مواليد 29 نوفمبر 1988، هو سائق راليات ألماني بدأ مسيرته في سنة 2007. كان أول رالي له هو رالي ألمانيا 2007. شارك في بطولة العالم للراليات.

## روابط خارجية
- هيرمان غاسنر على موقع Rallye-info.com (الإنجليزية)